# The Rainbow (film fra 1917)
The Rainbow er en amerikansk stumfilm fra 1917 af Ralph Dean.

## Medvirkende
- Dorothy Bernard som Cynthia
- Robert Conness som Neil Sumner
- Jack Sherrill som Dick Harcourt
- Eleanor Gist som Ruth Sumner
- Jean Stuart som Betsy